# 马尔松 (马恩省)
马尔松（法語：Marson，法語發音：[maʁsɔ̃]）是法国马恩省的一个市镇，属于香槟沙隆区。

## 地理
马尔松（48°54'44"N, 4°31'37"E）面积30.76 平方千米，位于法国大東部大區马恩省，该省份为法国东北部内陆省份，北起阿登省，西北接埃纳省，西南接塞纳-马恩省，南至奥布省，东南接上马恩省，东临默兹省。
与马尔松接壤的市镇（或旧市镇、城区）包括：舍皮、库佩维尔、库尔蒂索勒、穆瓦夫尔河畔当皮埃尔、弗朗什维尔、波尼、普瓦、圣日耳曼城、穆瓦夫尔河畔圣让、马恩河畔韦西尼厄勒。

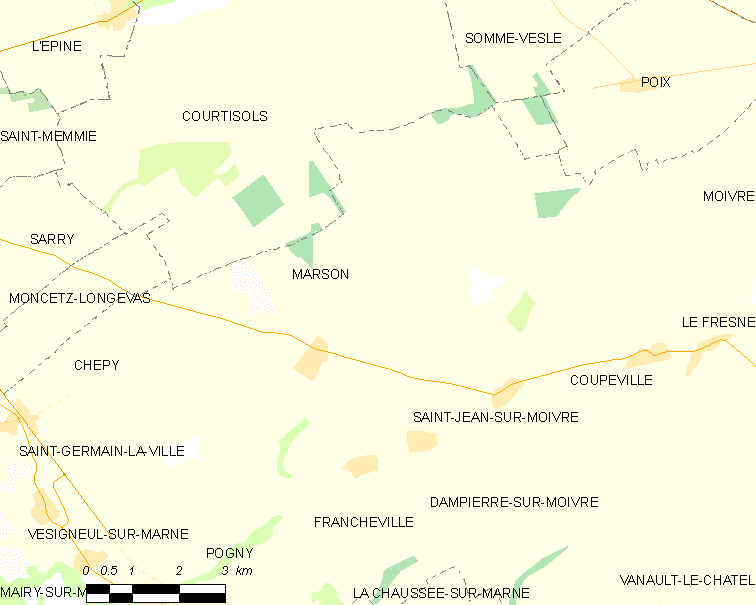
的OSM定位图

马尔松的时区为UTC+01:00、UTC+02:00（夏令时）。

## 行政
马尔松的邮政编码为51240，INSEE市镇编码为51354。

## 政治
马尔松所属的省级选区为香槟沙隆第三县。

## 人口

1962-2008年间人口变化图示

马尔松于2022年1月1日时的人口数量为278人。